# Blachernitissa

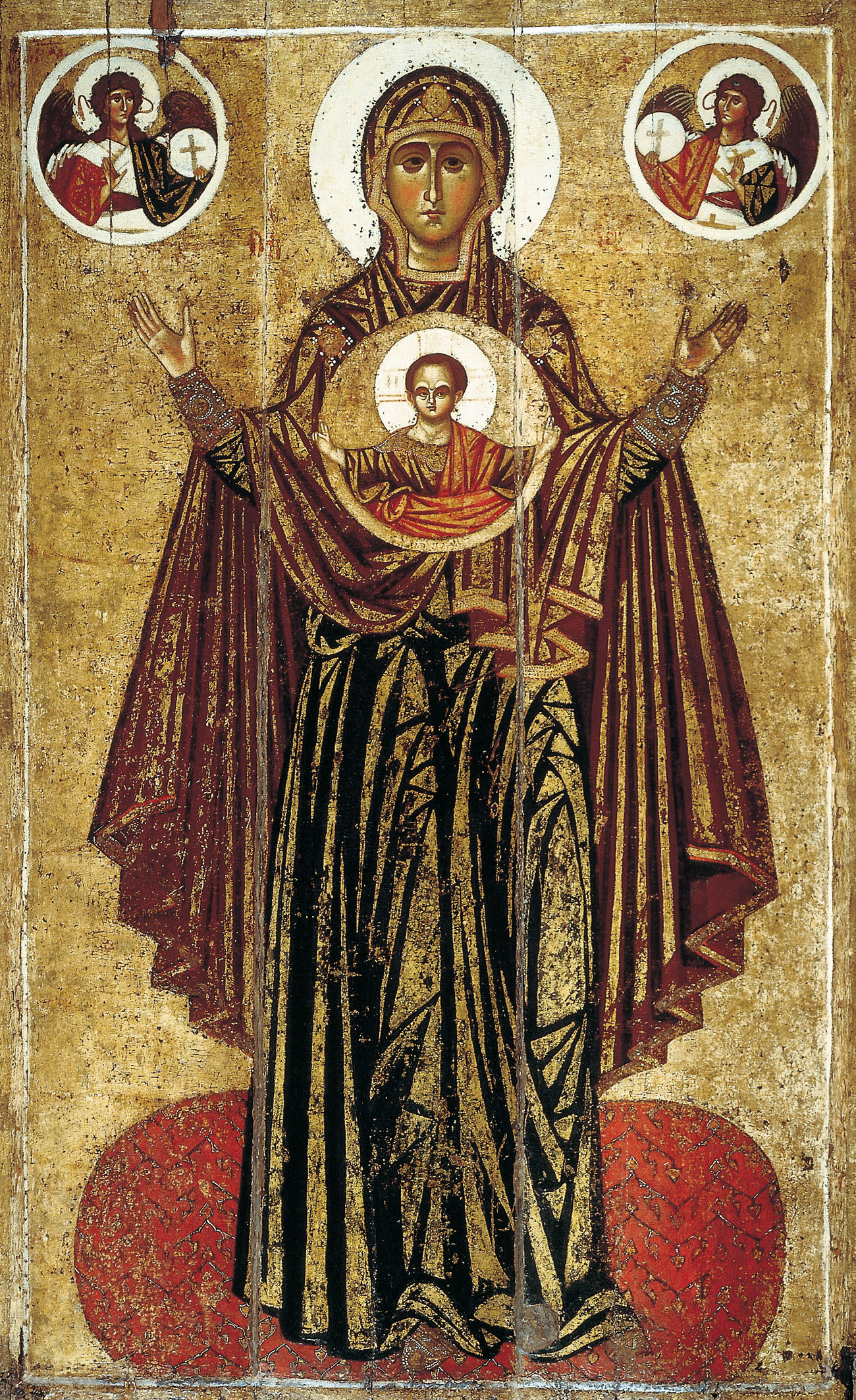
Icono eslavo del conservado en la Galería Tretiakov.

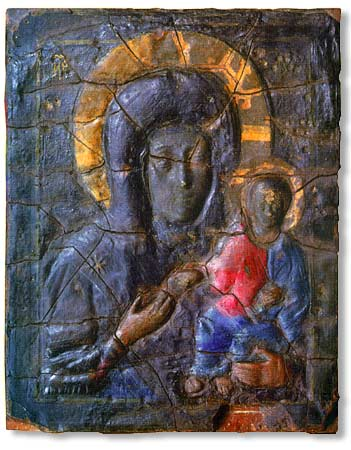
El icono de la Theotokos conservado en Moscú desde 1653 y considerado la Blachernitissa (46 × 37,5 × 4 cm; Galería Tretiakov)

Blachernitissa (en griego: Βλαχερνίτισσα), también llamada la Theotokos de Blaquerna (Θεοτόκος των Βλαχερνών, Θεοτόκος η Βλαχερνίτισσα) o Nuestra Señora de Blanquerna (Παναγία η Βλαχερνίτισσα), es un icono del siglo VII pintado a la encáustica representando a la Santísima Theotokos y Siempre Virgen María. Es también el nombre que se da a la iglesia construida en honor a la Virgen María en la sección Blanquerna de Constantinopla. El nombre Blanquerna posiblemente derive del nombre de un Vlach (a veces escrito como Blach o Blasi), que vino a Constantinopla desde el bajo Danubio

## Paladio bizantino
La Virgen Blachernitissa, también llamada Platytera por el canto que se le dirigía, es un modelo de Virgen con el Niño en su seno, dentro de una aureola. La Theotokos era considerada la protectora intercesora par excellence de Constantinopla y, de hecho, de todo el Imperio romano de Oriente (llamado «bizantino» por la historiografía occidental). Blachernitissa es infrecuente dentro de los iconos ortodoxos en que no es plana, sino formada en bajorrelieve. Según la Sagrada Tradición que siguen los creyentes de esa fe, el icono Blachernitissa fue realizado con cera combinada con las cenizas de los mártires cristianos que habían muerto en el siglo VI. La Iglesia de Santa María de las Blanquernas (que guardaba el icono) estaba cerca del palacio imperial de Blanquerna.
Los creyentes atribuyeron a la intercesión de la Theotokos, pedida a través de la veneración y la oración ante el icono, que salvó Constantinopla de los persas durante el reinado de Heraclio y más tarde de los árabes. Estos milagros que los creyentes le atribuyen los celebran anualmente en la iglesia ortodoxa el acatisto el quinto sábado de Gran Cuaresma.

## Reaparición
Se creía que el icono estaba perdido después del incendio que destrozó la iglesia el 29 de febrero de 1434, aunque en siglos posteriores a su desaparición pasó a ser asociado con la caída de Constantinopla en 1453. Como muchos objetos sagrados de la tradición bizantina, la Blachernitissa (o una copia) resurgió en el Monte Athos a mediados del siglo XVII.
Si es o no el mismo icono que se guardaba en Blanquerna es objeto de debate por los expertos, pues se cree que icono antiguo había sido del tipo orante, mientras que el icono athonita es de un estilo llamado Hodigitria (literalmente, «la que indica el camino»). Se ha sugerido que el icono athonita tiene sus orígenes en el barrio de Blanquerna y quizás incluso estuvo en la iglesia de Santa María antes de ser transferida al Monte Athos por «razones de seguridad».  

Fue en 1653 cuando el icono fue enviado por los monjes athonitas a Moscú como su regalo al zar Alejo. Un comerciante de Constantinopla, Demetrios Costinari, la llevó a Moscú el 16 de octubre de 1653, con una carta al patriarca Paisio I que defendía la autenticidad del icono. Se encontró con el zar en persona, y Alejo hizo que se guardara el icono en la principal ciudad de Moscú, la catedral de la Dormición de la Virgen, enfrente de la protectora de Rusia, la Virgen de Vladímir. Este acontecimiento se celebra anualmente en la iglesia ortodoxa rusa el 7 de julio.

## Veneración en Moscovia
Pablo de Alepo, que acompañó al patriarca de Antioquía a Moscú a principios de 1655, quedó impresionado por cómo se reverenciaba el icono. Según su relato, la Blachernitissa parece como «si tuviera forma corporal» y «destaca sobre el fondo tan fuertemente», que al espectador le sobrecoge el asombro. Fue encerrada en una riza que brillaba con oro y piedras preciosas, de manera que sólo las manos y la cara de la Theotokos eran aún visibles. Pablo pasó a describir cómo el zar Alejo I hizo que la colocasen en frente de su propio asiento en un trineo y se la llevó consigo en la Guerra ruso-polaca (1654-1667).
El clérigo sirio, no obstante, cuenta una historia diferente respecto a la procedencia del icono que la adoptada por la iglesia ortodoxa rusa. Fue una viuda de Constantinopla quien descubrió el icono en su casa, con una lámpara de aceite ardiendo en frente de él. Donó el icono, identificado por ella como «ese que Heraclio tuvo a su lado en la campaña persa», a un metoquión de Jerusalén, cuyo padre superior rechazó cederla al patriarca, aunque este último no reparó en gastos para obtenerla.
La década de 1650 era una época en la que la iglesia rusa, dirigida por el patriarca Nikon, empezó a dar gran importancia a renovar sus lazos con los miembros más antiguos de la Pentarquía. Este énfasis encajaba perfectamente con la prevaleciente doctrina de la Tercera Roma que veía a Moscú como la sucesora de Constantinopla. Con esto en cuenta, el metoquión envió la reliquia bizantina recuperada a Moscú y fue «ricamente remunerado» con 800 dinares de los cofres del zar.

## Estudio y restauración
Cuando fue colocado en el Kremlin, el icono estaba arruinado por la antigüedad y el uso, de manera que Simon Ushakov y Nikita Pávlovets tuvieron que ser llamados para «reparaciones» en 1674. Nikodim Kondakov fue incapaz de determinar la edad del icono debido a esta y otras restauraciones posteriores, que implicaron cierta cantidad de sobrepintado, pero estaba razonablemente seguro de que «la composición era de edad antigua».
El icono en altorrelieve tallado tiene parecido con un grupo de iconos del siglo XIII de San Jorge procedentes de Crimea, Ohrid, y Castoria. Una inscripción griega original recientemente descubierta bajo la capa de pintura a la cera tiene un paralelo con un sello de plomo de un monasterio de Trebisonda, también datable del siglo XIII. Por lo tanto el siglo XIII parece que se está considerando como la fecha más probable del icono.
Después de la Revolución bolchevique el icono fue quitado del Kremlin de Moscú y llevado a la iglesia de la Exaltación de la Cruz en la calle Vozdvízhenka de Moscú. Al demolerse la iglesia, el icono fue devuelto a los museos del Kremlin; actualmente se guarda en la Galería Tretiakov.

## Réplicas
Parece que la Blachernitissa nunca llegó a la altura de veneración acordada por la iglesia ortodoxa rusa a la Nuestra Señora de Kazán o incluso la Virgen de Iver, un icono athonita (Monte Athos) cuya copia fue encargada por el patriarca Nikon. Después de la caída de Nikon y la muerte de Alejo, el icono fue abandonado tanto que no fue evacuado del Kremlin durante la ocupación de Napoleón y se puso en peligro con el gran incendio de 1812.
La Theotokos Blachernitissa siguió siendo un objeto apreciado de devoción personal de las familias nobles Stróganov, Golitsin, Naryshkin, y Golovín quienes encargaron diversas copias del icono a mediados del siglo XVII. De estas copias, una se mantuvo en una iglesia sobre los terrenos del palacio Golitsin en el pueblo de Vlajérnskoie cerca de Moscú (al que da su nombre), otra fue colocada por los Naryshkin en el monasterio Vysoko-Petrovski, y un tercio fue venerado en el monasterio Spaso-Vlajérnski cerca de Dmítrov.